# Perilitus invictus
Perilitus invictus är en stekelart som först beskrevs av Muesebeck 1961.  Perilitus invictus ingår i släktet Perilitus och familjen bracksteklar. Inga underarter finns listade i Catalogue of Life.